# Universidad ICESI
La Universidad Icesi  es una institución educativa privada en Cali (Colombia), sujeta a inspección y vigilancia por medio de la Ley 1740 de 2014 y la ley 30 de 1992  del Ministerio de Educación de Colombia. El campus está ubicado en el sector de Pance, al sur de la ciudad. Fundada en 1979 por un grupo de empresarios de la región, ofrece programas de pregrado, especializaciones, maestrías y doctorados. 
En el 2010, la Universidad Icesi de Cali, fue la primera Universidad privada en el suroccidente colombiano, en recibir la Acreditación Institucional de Alta Calidad. Posteriormente, en 2015, el Ministerio de Educación Nacional otorgó la renovación de la Acreditación Institucional de Alta Calidad, hasta 2021.
En pregrado la Universidad Icesi cuenta con 27 programas acreditados: Administración de Empresas con Énfasis en Negocios Internacionales, Antropología, Bacteriología y Laboratorio Clínico, Biología, Ciencia Política, Comunicación con Enfoque Digital, Derecho, Diseño de Medios Interactivos, Diseño Industrial (Diseño + Innovación), Economía y Negocios Internacionales, Finanzas con énfasis en Mercados Globales, Negocios, estrategia y Tecnología, Ingeniería Bioquímica, Ingeniería en Sistemas, Ingeniería en Energía Inteligente, Ingeniería Industrial, Veterinaria y Zootecnia, Licenciatura en Ciencias Sociales, Licenciatura en Lenguas Extranjeras con Énfasis en Inglés, Medicina, Música, Mercadeo Internacional y Publicidad, Psicología, Química, Química Farmacéutica y Sociología.
Actualmente la universidad cuenta con 141.334 metros cuadrados, ofrece 27 programas de pregrado, 35 maestrías, 2 doctorados, 18 especializaciones y 31 especializaciones médicas.
La Universidad Icesi cuenta con 13 grupos de investigación clasificados en Colciencias, así: 7 en la categoría A1, 2 en A, 3 en B, y 1 en C.

## Facultades

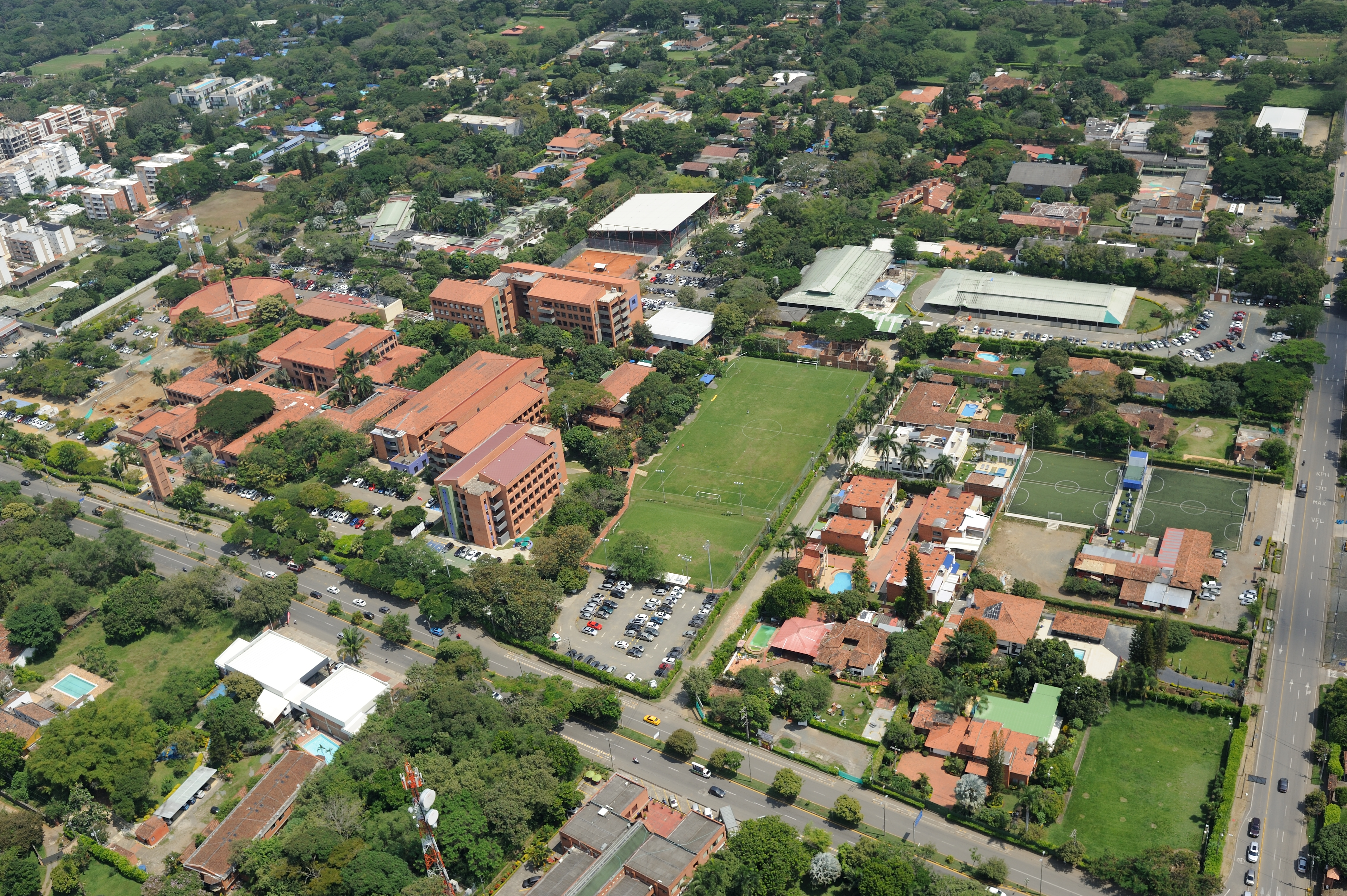
Foto aérea Universidad Icesi

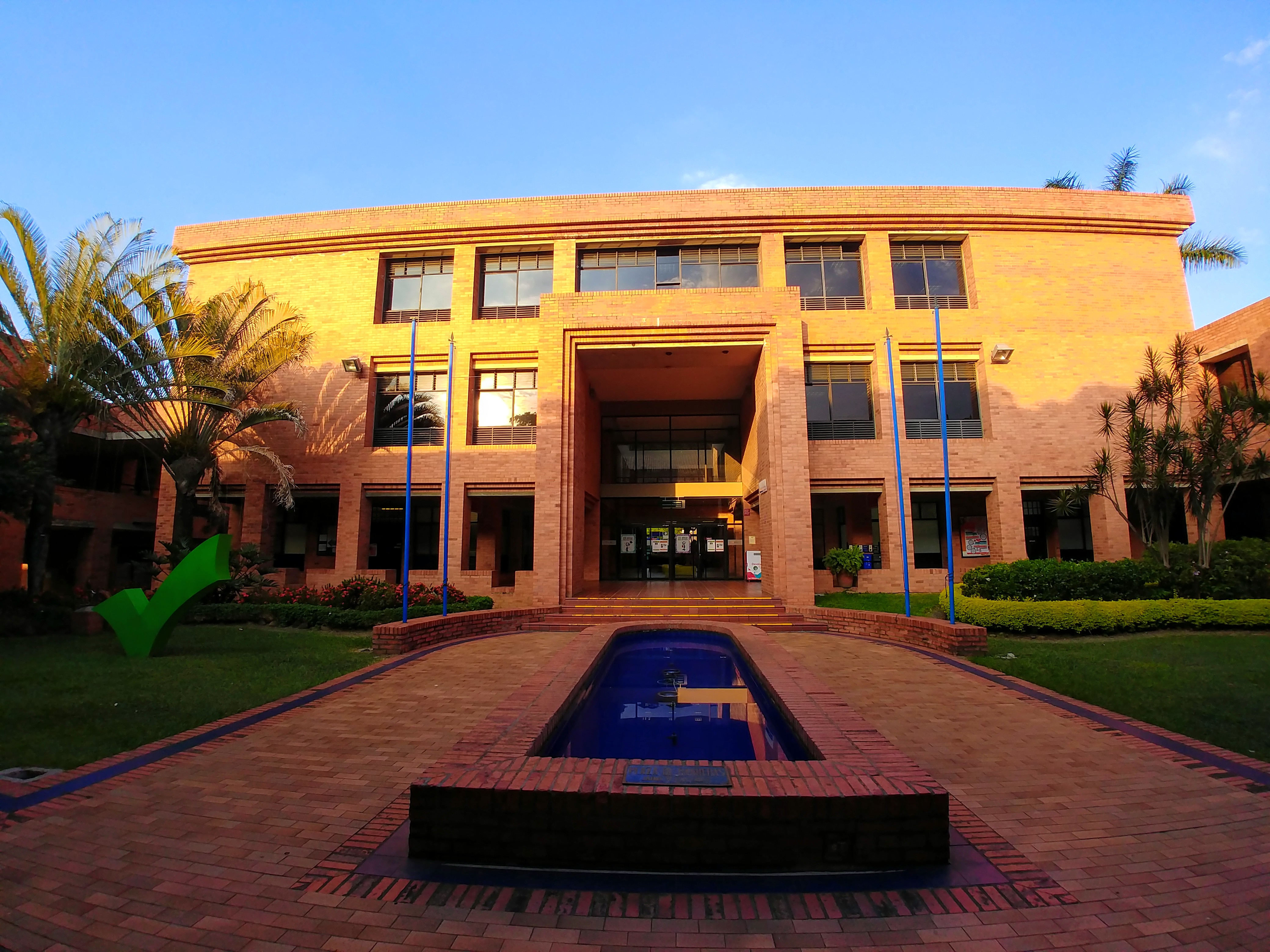
Interior de la Universidad

- Negocios y Economía: conformada por los Departamentos de Contabilidad y Finanzas, Economía, Gestión organizacional, Mercadeo y Negocios internacionales. 
  - Programas de Pregrado: Administración de empresas con énfasis en Negocios Internacionales, Finanzas con énfasis en Mercados Globales, Economía y Negocios Internacionales, Mercadeo Internacional y Publicidad, Negocios, Estrategia y Tecnología.
  - Maestrías: MBA Icesi, Maestría en Mercadeo, Maestría en Gerencia Financiera, Maestría en Gerencia en Salud, Maestría en Ciencias Administrativas, Maestría en Economía, Maestría en Estrategia Digital de Negocios, Maestría en Finanzas Cuantitativas, Maestría en Gestión Empresarial
  - Especializaciones: Especialización en Administración en Salud, Especialización en Business Analytics, Especialización en Finanzas, Especialización en Gerencia Comercial, Especialización en Marketing Digital E-Commerce
  - Doctorados: Doctorado en Ciencias Económicas y Administrativas

- Barberi de Ingeniería, Diseño y Ciencias Aplicadas: Departamentos de Ciencias Físicas y Tecnología, Diseño, Ingeniería Industrial, Matemáticas y Estadística, Tecnologías de información y Comunicaciones. 
  - Programas de Pregrado: Ingeniería de Sistemas, Diseño de Medios interactivos, Ingeniería industrial, Diseño Industrial (Diseño + Innovación), Ingeniería Bioquímica, Biología, Química con énfasis en Bioquímica, Química Farmacéutica,  Ingeniería en Energía Inteligente, Medicina Veterinaria y Zootecnia
  - Maestrías: Maestría en Biotecnología, Maestría en Ciencia de Datos, Maestría en Ciencias Biotecnología, Maestría en Creación de Experiencias Digitales UX, Maestría en Gerencia de Proyectos, Maestría en Gerencia de Tecnologías de Información, Maestría en Gestión de la Cadena de Suministro y Operaciones Globales, Maestría en Gestión de la Innovación, Maestría en Ingeniería Modalidad Investigación, Maestría en Inteligencia Artificial Aplicada, Maestría en Sostenibilidad
  - Especializaciones: Especialización en Calidad para la Competitividad

- Ciencias Humanas: Departamentos de Español, Estudios Jurídicos, Humanidades y Ciencias Sociales, Idiomas y Música. 
  - Programas de Pregrado: Antropología, Ciencia política, Derecho, Psicología, Sociología , Música, Comunicación con Enfoque Digital, Licenciatura en lenguas extranjeras, Licenciatura en Ciencias Sociales.
  - Maestrías: Maestría en Atención Integral a la Primera Infancia, Maestría en Creación Literaria y Narrativas Digitales, Maestría en Educación, Maestría en Gerencia para la Innovación Social, Maestría en Gestión del Talento Humano, Maestría en Gobierno y Políticas Públicas, Maestría en Innovación Educativa
  - Especializaciones: Especialización en Contratación en Entornos Digitales, Especialización en Derecho, Especialización en Derecho de Daños, Especialización en Derecho Empresarial, Especialización en Derecho Laboral y de la Seguridad Social, Especialización en Derecho Procesal, Especialización en Derecho Público, Especialización en Desarrollo Infantil y Educación Inicial, Especialización en Docencia Universitaria, Especialización en Evaluación de Impacto
- Ciencias de la Salud
  - Programa de Pregrado: Medicina y Bacteriología y Laboratorio Clínico
  - Maestrías: Maestría en Discapacidad, Salud y Derechos Humanos, Maestría en Epidemiología Clínica
  - Especializaciones medicoquirurgicas: Alergología, Anestesiología, Cardiología, Cirugía de Trasplantes de Órganos Abdominales, Cirugía General, Coloproctología, Genética Médica,  Ginecología y Obstetricia, Hematología, Medicina Crítica y Cuidado Intensivo, Medicina Crítica y Cuidado Intensivo Pediátrico, Medicina de Urgencias,  Nefrología Pediátrica, Neonatología, Neurocirugía, Patología, Pediatría, Psiquiatría
  - Entrenamientos avanzados: Entrenamiento Avanzado en Anestesia para Trasplantes de Órganos Abdominales, Entrenamiento Avanzado en Cirugía de Rodilla y Hombro, Entrenamiento Avanzado en Ecocardiografía, Entrenamiento Avanzado en Imagen Osteomuscular y de Tejidos Blandos, Entrenamiento Avanzado en Imágenes Mamarias, Entrenamiento Avanzado en Reconstrucción de Extremidades, Alargamientos e Infecciones Óseas

## Acreditaciones
La Universidad Icesi hace parte del selecto grupo de Universidades de Colombia con acreditación institucional otorgada por el Ministerio de Educación del Gobierno Colombiano. Esta acreditación es otorgada tras un proceso voluntario de evaluación a sus procedimientos y procesos académicos y administrativos.
En la región Suroccidental de Colombia, la Universidad Icesi fue la primera universidad privada acreditada en el año 2010.
Además de esta acreditación nacional, la Universidad Icesi cuenta con acreditaciones internacionales, como:
- Acreditación Internacional AACSB, Association to Advance Collegiate Schools of Business, institución internacional que certifica la calidad académica de las facultades de negocios alrededor del mundo.
- Acreditación AMBA, autoridad imparcial establecida en Londres, para programas de posgrado de facultades de negocios.
- Acreditación ABET, comisión acreditadora de programas de ingeniería más importante del mundo, para los programas de Ingeniería de Sistemas, Ingeniería Industrial e Ingeniería Telemática.

## Proyección Internacional
La Oficina de Relaciones Internacionales conjuntamente con las facultades de la Universidad Icesi, identifica, promueve, coordina y evalúa programas académicos y culturales, con el propósito de desarrollar en sus estudiantes las competencias para comprender y actuar, de manera efectiva, en un mundo globalizado. Por esta razón, ha establecido convenios de cooperación bilateral y multilateral con universidades, instituciones de educación superior, centros de investigación, organizaciones de cooperación internacional y entidades gubernamentales, para facilitar el proceso de internacionalización de los programas académicos y el desarrollo de la perspectiva global de los estudiantes.
Razón por la cual, fomenta experiencias internacionales en los estudiantes a través de varias modalidades: realización de semestres de intercambio en otras universidades, con las cuales se posee convenio; pasantías y prácticas laborales en el exterior; así como programas cortos de visita a otros países, ya sea en misiones, visitas o programas de verano, entre otros.
Actualmente Icesi cuenta con convenios en más de 870 destinos internacionales (Estados Unidos, Canadá, Alemania, Argentina, Australia, Austria, Bélgica, Botsuana, Brasil, Bulgaria, Chile, China, Corea, Costa Rica, República Checa, Dinamarca, Emiratos Árabes Unidos, Ecuador, España, Estonia, Fiyi, Finlandia, Francia, Ghana, Hungría, Islandia, India, Italia, Japón, Letonia, Lituania, Mala, Marruecos, México, Nueva Zelanda, Nicaragua, Noruega, Países Bajos, Perú, Polonia, Portugal, Puerto Rico, Rusia, Sudráfrica, Suecia, Suiza, Reino Unido y Tailandia). 